# Unterbrand
Unterbrand war früher ein Gemeindeteil des Marktes Neuhaus an der Pegnitz im Landkreis Nürnberger Land (Mittelfranken, Bayern) und ist zwischen 1960 und 1975 abgegangen.

## Beschreibung
Die ehemalige Einöde befand sich im oberen Pegnitztal nördlich von Ranna in der 1960 ausgewiesenen engeren Schutzzone des Trinkwasserschutzgebietes. 
Uraltes Kulturland musste von seinen Bewohnern zur Versorgung der Stadt Nürnberg mit Trinkwasser verlassen werden. Schon lange reichte das Wasser der nahen Haselhofquellen nicht mehr und es mussten neue Quellen erschlossen werden. Die Orte Fischstein, Oberbrand, Unterbrand und Rauhenstein mussten deshalb aufgelöst werden. Zwischen 1960 und 1975 wurden alle Anwesen abgebrochen und die Bewohner umgesiedelt.  
Bei Oberbrand wurde ein Findling als Denkmal mit der Inschrift „Erinnerung an Ober- und Unterbrand 1450–1975“ aufgestellt.
Im Norden von Unterbrand liegen Oberbrand und der Hasensee, Rauhenstein und der Kalvarienberg im Osten. Weiter nördlich befand sich einst Fischstein. Im Norden, bei Fischstein, befinden sich das Naturdenkmal Eulenloch, der Obere und der Untere Kammerweiher, der Kammerberg (436 m) und der Dürrenberg (445 m).
Ober- und Unterbrand waren durch die Bahnstrecke Nürnberg–Cheb getrennt. Die Straßenbrücke über die Bahngleise wurde in den 2000er Jahren durch eine Fußgängerbrücke ersetzt.

## Bildergalerie

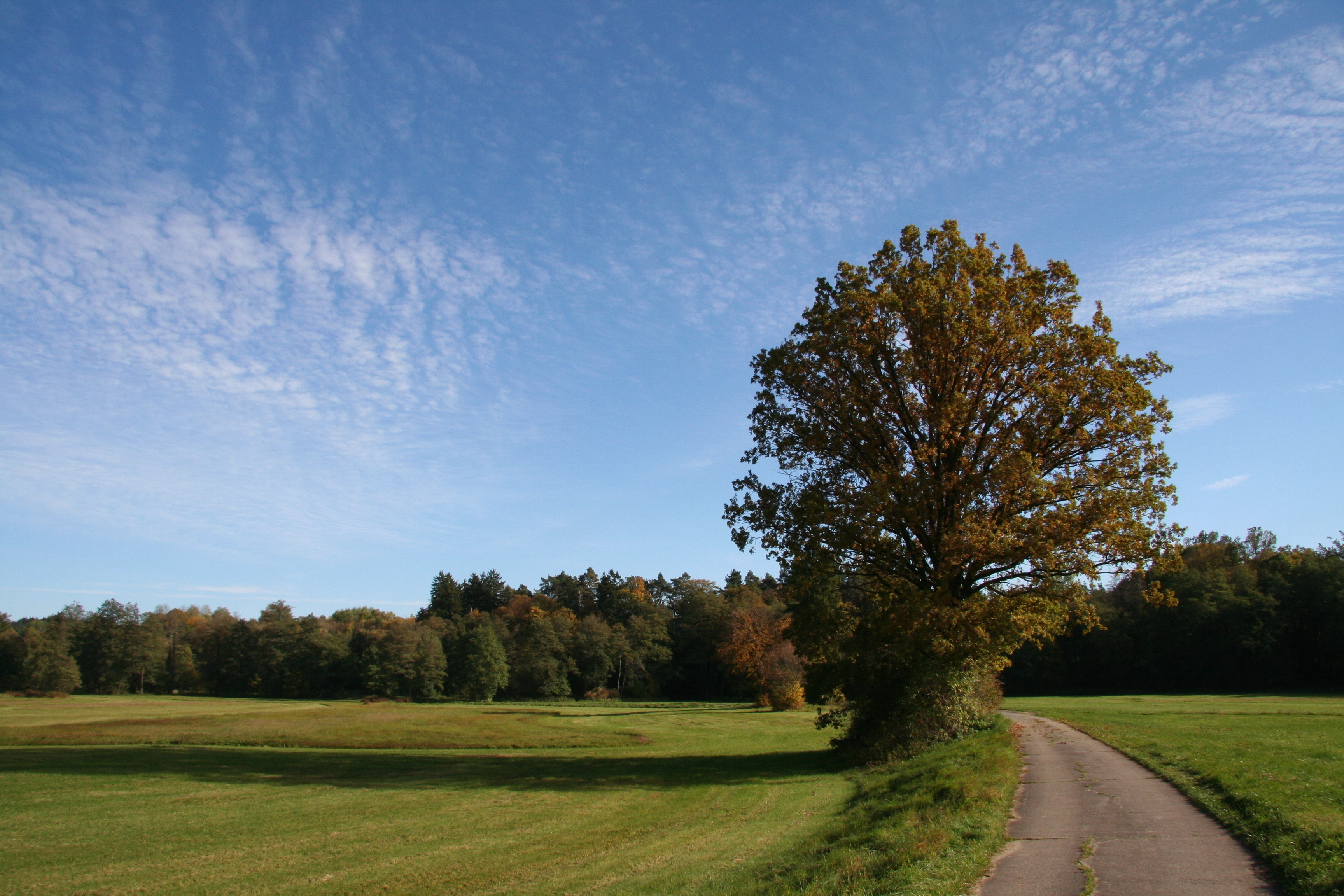
Unterbrand
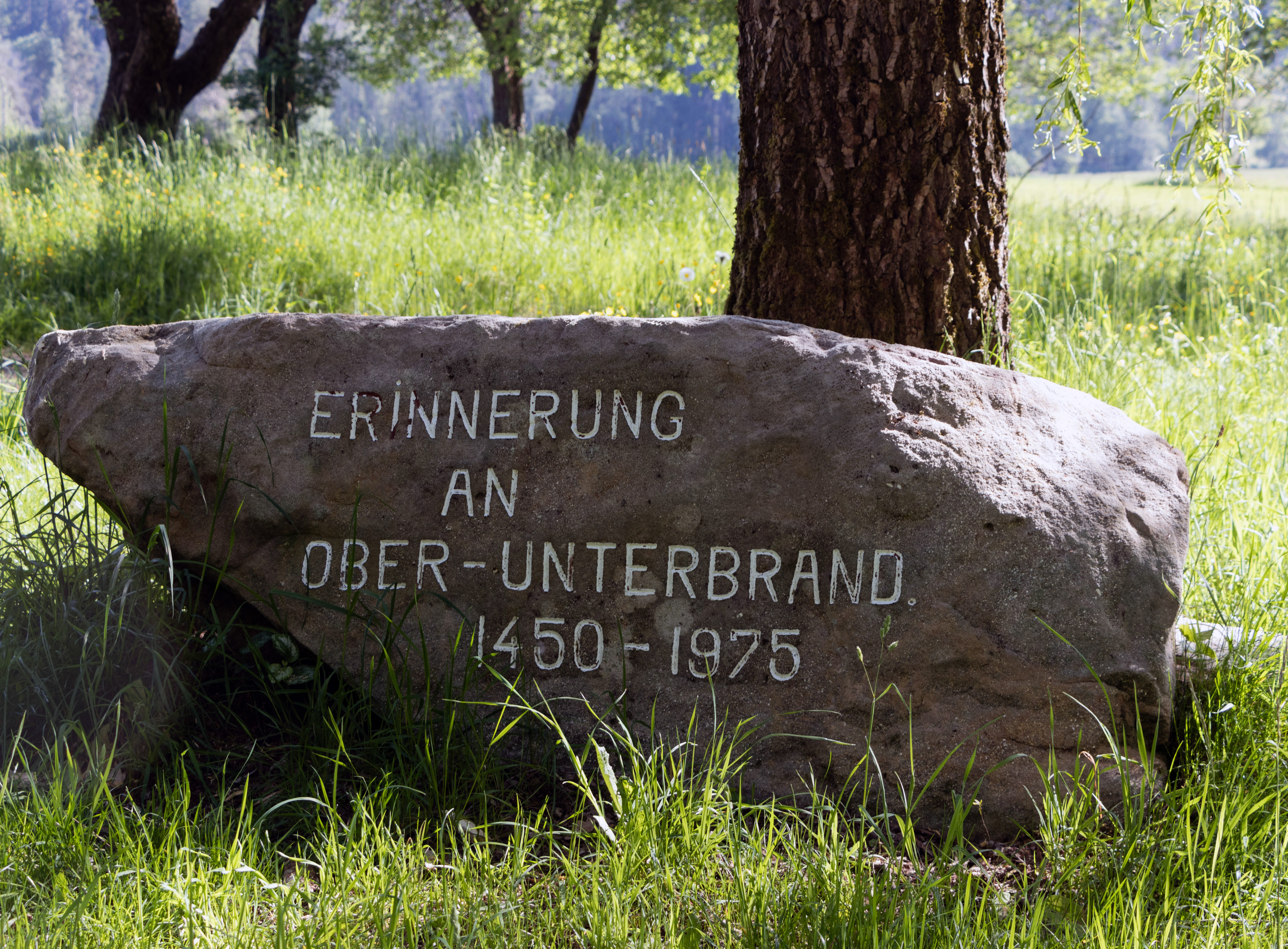
Der Gedenkstein
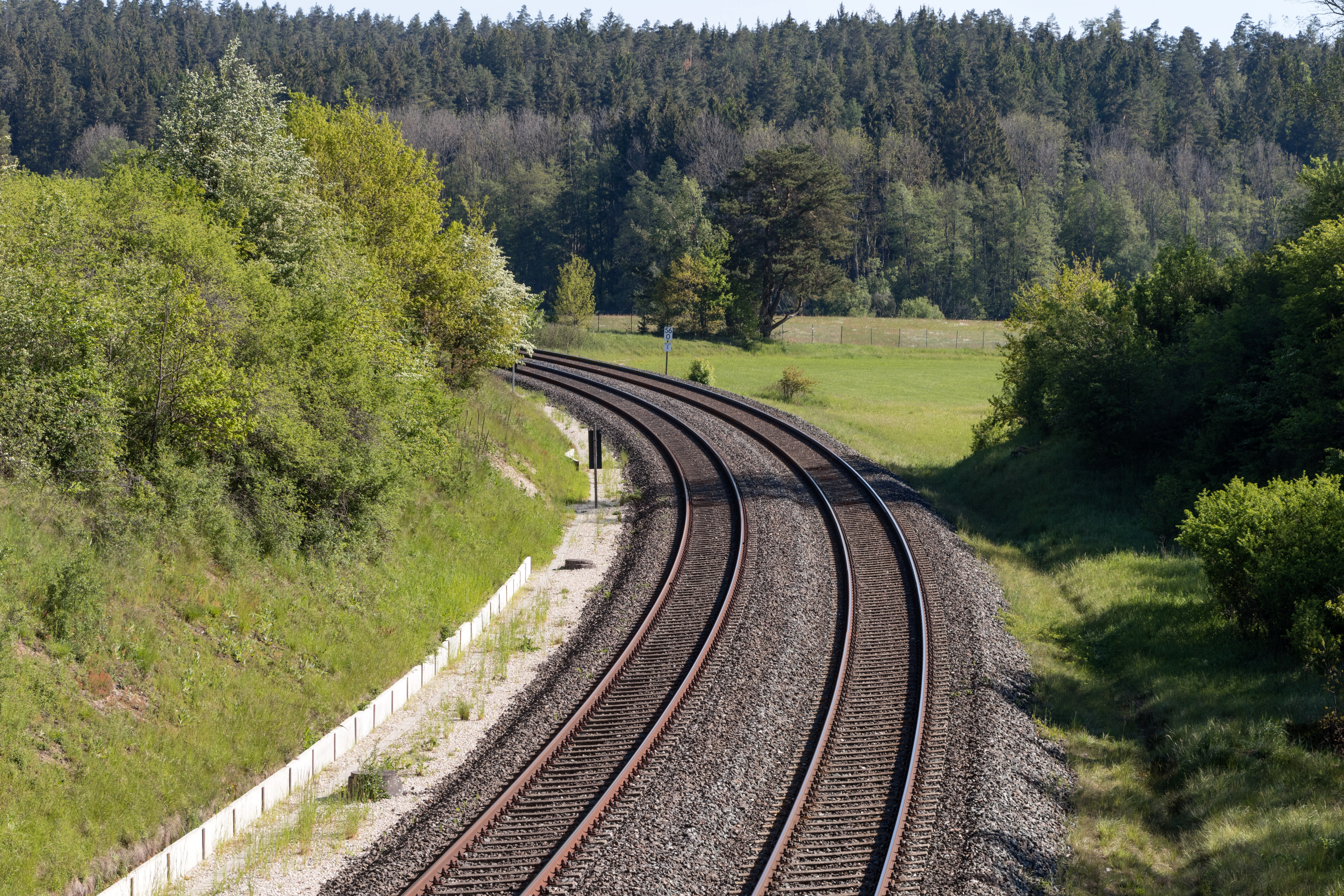
Bahnstrecke Nürnberg–Cheb, Sicht nach Norden